# Harpax

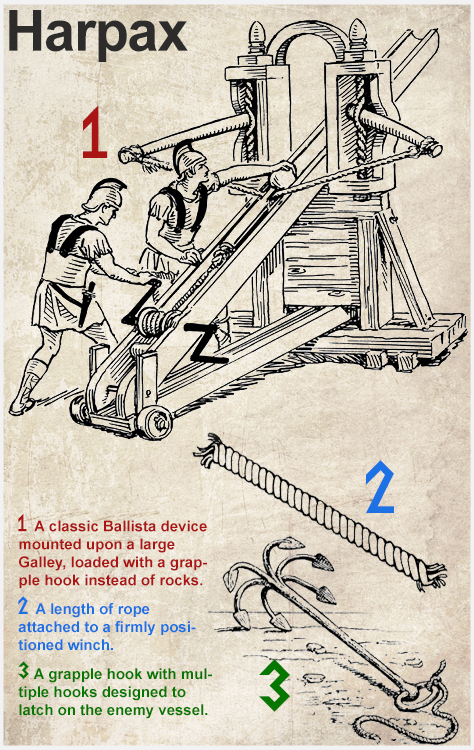
Aufbau einer Harpax

Die Harpax oder Harpago war eine römische Balliste, die zum Entern von Schiffen verwendet wurde. Marcus Vipsanius Agrippa setzte die Waffe erstmals und erfolgreich gegen die Flotte von Sextus Pompeius in der Seeschlacht von Naulochoi ein.

## Funktionsweise
Die Harpax war als Harpune konzipiert, mit der über große Strecken Enterdregge auf gegnerische Schiffe abgefeuert werden konnten. Die Harpune war etwa fünf Ellen lang, an ihrem Ende befanden sich mehrere Widerhaken, die sich in den Aufbauten des gegnerischen Schiffes verfangen sollten. Dieses konnte dann mithilfe einer Winde am Fuß der Balliste an das eigene Schiff herangezogen werden. Der Schaft des Hakens war aus Eisen gefertigt, um die feindliche Besatzung möglichst daran zu hindern, das Enterseil schnell zu durchtrennen.
In der Schlacht von Naulochoi wurde Pompeius, der auf den Vorteil seiner wendigen Schiffe gegenüber den großen, weniger manövrierfähigen Kriegsschiffen des Agrippa gesetzt hatte, durch den Einsatz dieser Waffe überrascht. Agrippa gelang es mithilfe der Harpax, mehr als die Hälfte der 300 Schiffe des Gegners zu entern und Pompeius vernichtend zu schlagen.